# Wolfgang Heichel

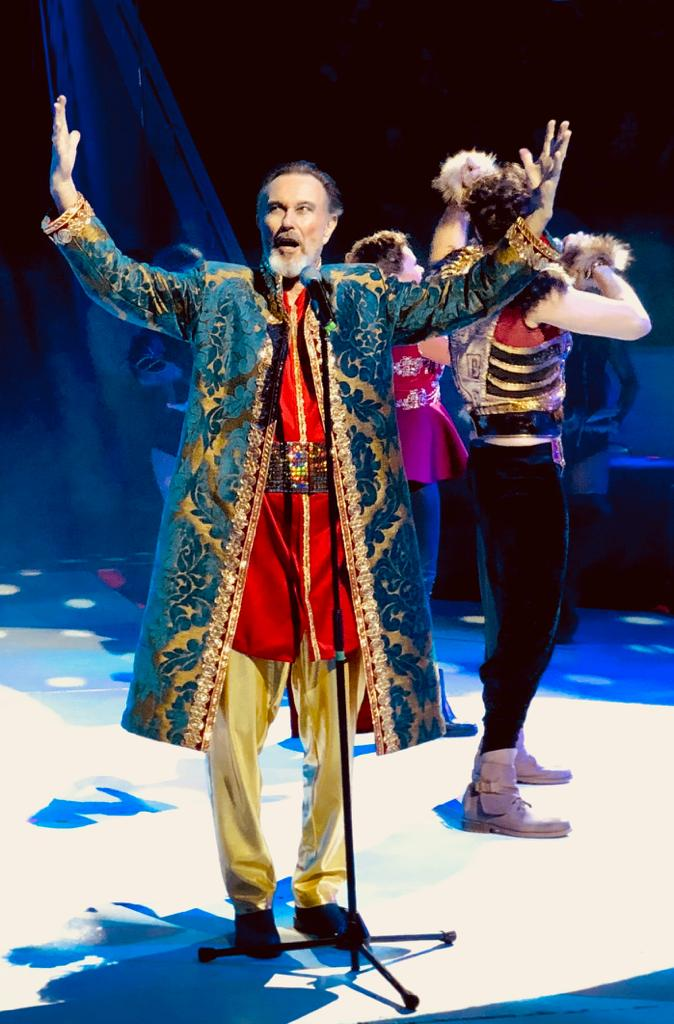
Wolfgang Heichel 2019

Wolfgang Heichel (* 4. November 1950 in Meißen) ist ein deutscher Sänger. Bekannt wurde er 1979 durch seine Zugehörigkeit zur Pop-Gruppe Dschinghis Khan, die 1985 aufgelöst wurde. Nach der Reunion von Dschinghis Khan 2005 verließ er 2014 die Gruppe mit Edina Pop und Henriette Strobel und tritt seit 2018 in verschiedenen Formationen als „Dschinghis Khan“ auf.

## Leben
Heichel wurde in Meißen (DDR) als Sohn eines Maschinenbau-Ingenieurs geboren. Als er drei Jahre alt war, zog die Familie nach West-Berlin, als er 16 Jahre alt war nach Melsungen bei Kassel. Nach dem Abitur studierte er neun Semester Kunstpädagogik (Hauptfach Foto, Film, Fernsehen) mit dem Ziel Studienrat für Kunsterziehung an der Kunstakademie Kassel, wobei er das Studium zwei Semester vor dem Abschluss abbrach. In der Schweiz lernte er die Zahnarzthelferin Henriette Strobel kennen, welche dort gerade eine Ausbildung zur Kosmetikerin begann. Anderthalb Jahre später, am 9. April 1976 heirateten die beiden. 1977 zog das Ehepaar nach München, wo Heichel ein Studium der Zahnmedizin an der LMU München begann, welches er nach nicht bestandenem Vorphysikum abbrach. Während der Zeit bei Dschinghis Khan brach die Beziehung auseinander und es wurde nach sechs Ehejahren die Scheidung vorbereitet; nach der Scheidung nahm Henriette wieder ihren Mädchennamen an.
2001–2003 studierte er Psychologie an der University of North Carolina, USA.

## Musik

### Vor Dschinghis Khan
Mit acht bis 13 Jahren hatte Heichel Klavierunterricht und brachte sich das Gitarre-Spielen bei. Mit 14 Jahren wurde er Sänger einer Schulband und spielte in Berlin bei den Bands Black Birds und Inaction. Nach seinem Kunstpädagogik-Studium wurde er Bassist und Sänger der Gruppe Blue Heaven, welche gemeinsam in die Schweiz zog. Dort fiel die Gruppe auseinander und Heichel gründete dort eine neue Band, welche aber keine Arbeitsgenehmigung in der Schweiz erhielt. Er wurde als Gitarrist in der Begleitband von Christian Anders engagiert, wobei die geplante Tournee dann aber ausfiel. Während seines Studiums der Zahnmedizin war er nebenbei Studiosänger z. B. bei der Saragossa Band.

### Dschinghis Khan
Der Schlagerproduzent Ralph Siegel reichte für den deutschen ESC-Vorentscheid Ein Lied für Jerusalem das Lied Dschinghis Khan ein, welches von der Gruppe Dschinghis Khan gesungen werden sollte. Diese Gruppe gab es zum Zeitpunkt der Einreichung noch nicht. Nach der Zusage, dass das Lied daran teilnehmen kann, begann Siegel sechs Wochen vor dem Vorentscheid mit der Suche nach Mitgliedern. Nachdem Steve Bender, Leslie Mándoki, Edina Pop und Louis Potgieter zugesagt hatten, fehlten Siegel noch ein Mann und eine Frau für sein Konzept.
Auf Vorschlag des mit Heichel befreundeten Billy Lang, damals Gitarrist bei Siegel, fragte Siegel bei Heichel an, der dann ebenfalls zusagte. Außerdem fragte Siegel, ob Heichel noch ein Mädchen kenne, welches da reinpassen könnte, worauf Heichel dann seine Frau Henriette Heichel geborene Strobel vorschlug.
Nach dem Sieg beim Vorentscheid nahmen Dschinghis Khan im Mai 1979 für Deutschland am Eurovision Song Contest in Jerusalem teil und belegten mit dem Lied Dschinghis Khan Platz 4. Dschinghis Khan blieb auch in der Folgezeit erfolgreich und erhielt zahlreiche goldene Schallplatten in Deutschland und im Ausland.
1985 löste sich die Gruppe auf.

### Weitere musikalische Tätigkeiten
Nach Auflösung von Dschinghis Khan beteiligte er sich 1986 als Mitglied der Gruppe „That's Life“ an der deutschen Vorentscheidung zum Eurovision Song Contest 1986. Das Lied Telefon belegte dort den letzten Platz, worauf die Band kurz darauf wieder aufgelöst wurde.
1988 erschien Heichels Single Hurra es schneit bei Mándokis Label Red-Rock Music.
Ab 1986 arbeitete er hinter den Kulissen als Komponist, Produzent und Verleger; so war er 1986 an der Produktion einer Single von Peter Price beteiligt, im selben Jahr Co-Autor bei zwei Liedern der Strandjungs, 1995 Executive Producer einer Single der Gruppe Media Luna und 1998 an einem Album von Media-Luna-Mitglied Pedro Rojas (Produzent, Autor, Vocals) beteiligt.

### Reunion

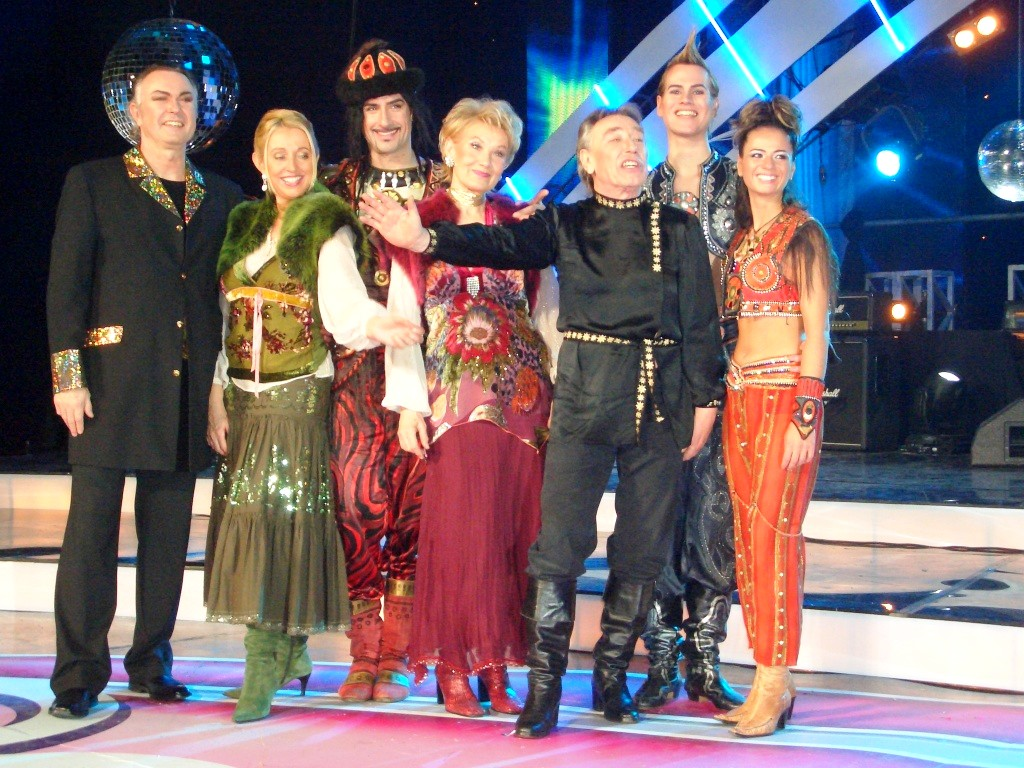
Dschinghis Khan 2005: Wolfgang Heichel (links) beim Reunion-Konzert

Im Dezember 2005 gab er zusammen mit den Gründungsmitgliedern Steve Bender, Edina Pop und Henriette Strobel ein Dschinghis-Khan-Reunion-Konzert in der Olympiahalle in Moskau vor knapp 30.000 Zuschauern.
Ab 2006 erfolgten dann eine Reihe weiterer Auftritte mit Dschinghis Khan, vor allem in Osteuropa und Asien.

### Trennung und eigene Formation „Dschinghis Khan“
Bei einem Konzert im Dezember 2014 fehlte Heichel dann, eine Nachfrage beim Management brachte keine Auskunft, da es sich um ein laufendes Verfahren handelte. Viel später sagte Heichel dann, dass er die Gruppe aufgrund künstlerischer Differenzen verließ. Seitdem trat er nicht mehr zusammen mit den Gründungsmitgliedern Edina Pop und Henriette Strobel auf.
2013 gründete Heichel zusammen mit Berta Striebel in der Schweiz die „NIC, National, International Consulting GmbH“, 2017 wurde ein modernisiertes Logo von Dschinghis Khan von Striebel beim Deutschen Patent- und Markenamt angemeldet und eingetragen, wobei Heichel Mitinhaber der Wort-/Bildmarke war.
2018 wurde von NIC die Webseite dschinghis-khan.group als „Dschinghis Khan – The Original – Legal Registered Trademark“ mit dem eingetragenen Logo erstellt, im April erschien auf Heichels Label Chili-Records das Lied We love football, geschrieben von Striebel, Peter Bauchwitz und Heichel, es wurde für 2018 das Album The Musical Conqueror und für 2019 ein „Big Comeback“ angekündigt.
Unter Berufung auf die Wort-/Bildmarke „Dschinghis Khan“ versuchte Heichel Auftritte der Siegel-Formation „Dschinghis Khan“ im deutschen Fernsehen zu verhindern.
Im Juli 2018 war Heichel in der Mongolei, um ein Video für das Lied Dschinghis Khan zu drehen, welches vom mongolischen Hero Entertainment produziert werden sollte.

### Zusammenarbeit mit Stefan Track als „Dschinghis Khan“

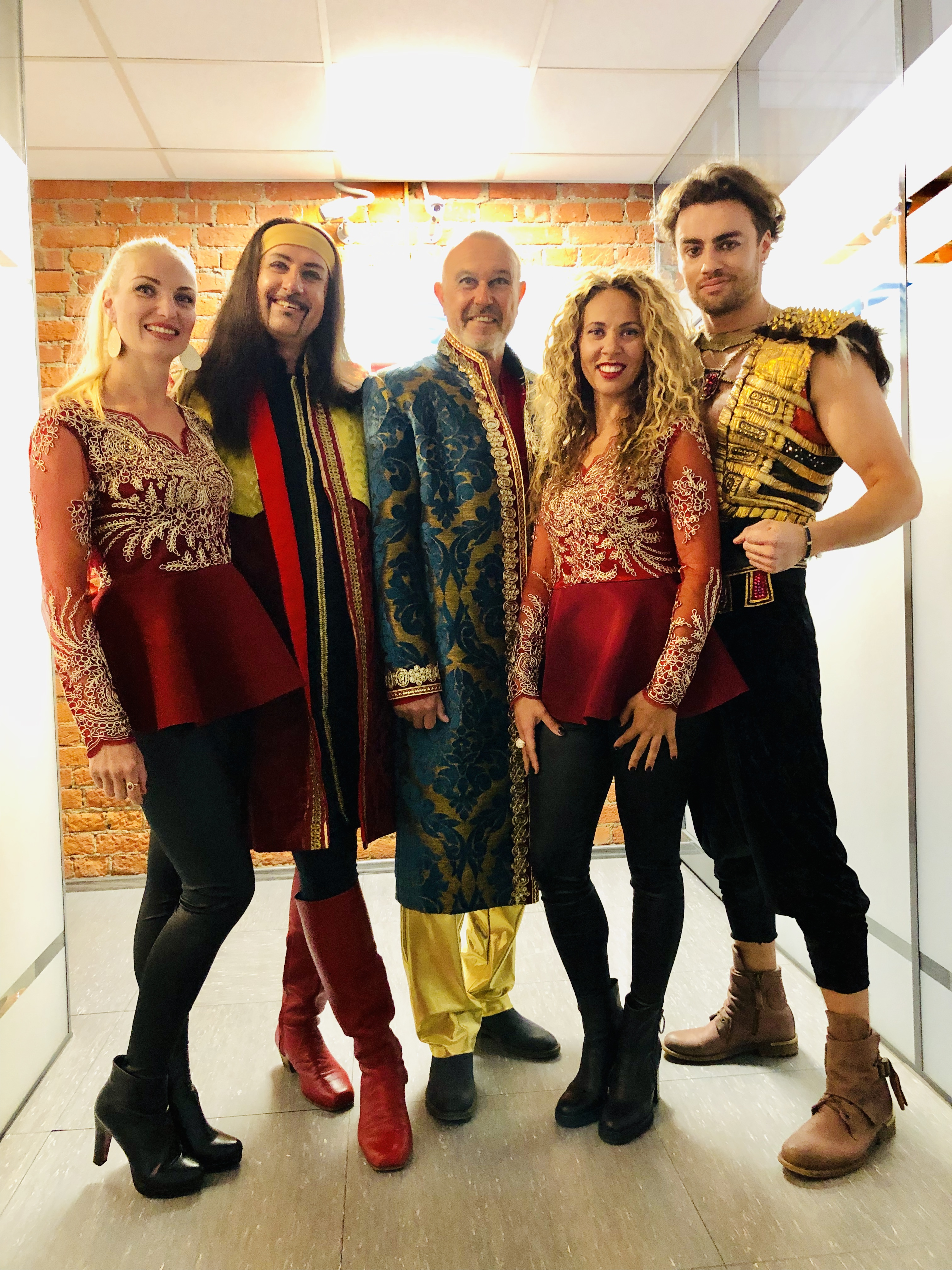
Dschinghis Khan 2019: Wolfgang Heichel (Mitte) mit Stefan Track, zweiter von links

Ab etwa Mitte 2018 arbeitete Heichel dann mit Stefan Track zusammen, der zu diesem Zeitpunkt ebenfalls als „Dschinghis Khan“ auftrat: Auf Tracks Webseite dschinghiskhan.com wurde ab August eine „Wiedervereinigung“ angekündigt und es erschien dort ein Bild mit Heichel.
Track war zu diesem Zeitpunkt Inhaber der Marke in Russland, Ukraine und Spanien, Heichel war Rechteinhaber in Deutschland; durch die Fusion sollten die Markenrechte zusammengeführt werden.
Ab Ende 2018 gab es gemeinsame Auftritte. 2019 und 2020 veröffentlichten Heichel und Track gemeinsam unter dem Namen „Dschinghis Khan“ die Singles Die Strassen von Paris und Istanbul sowie das Album Here we go; beim Lied Istanbul ist Berta Striebel Co-Autorin; beim Lied Rocking Son Of Dschinghis Khan spielte Billy Lang Gitarre.
Anfang 2022 gab Heichel bekannt, dass er sich bereits 2020 wegen schwerwiegender Differenzen wieder von Track trennte.

### Weitere Entwicklung
Kurz nach Veröffentlichung des Albums Here we go erschien Ende 2020 das 2018 aufgenommene aufwändig produzierte Video zum Lied Dschinghis Khan (2020) aus diesem Album.
2021 verlor Heichel einen Prozess gegen Ralph Siegel um das von ihm eingereichte Dschinghis-Khan-Logo.
Bis 2023 nannte sich die Gruppe unter anderem „Dschinghis Khan (feat. Wolfgang Heichel)“. Im April 2023 wurde bekannt, dass Heichel für Oktober 2023 eine Deutschland-Tournee plante; später wurde bekannt, dass die Siegel-Formation „Dschinghis Khan“ die Tournee mit denselben angekündigten Terminen übernommen hatte.
Mittlerweile tritt Heichel unter anderem als The Khaan oder Wolfgang Heichel – Original Chinggis Khan auf.
Beim russischen Label United Music Group erschienen 2023 St. Petersburg sowie 2024 We love football (2024).

## Ehrungen und Auszeichnungen
Am 16. Juli 2006 wurde Heichel, anlässlich der 800-Jahr-Feier der Mongolei, in der Hauptstadt Ulaanbaatar (Mongolei) in einer feierlichen Zeremonie, als Mitglied in die World Academy of Chingges Khan aufgenommen.
Am 15. Januar 2018 wurde Heichel vom Außenminister der Mongolei, D. Tsogtbaatar, zum Kulturbotschafter der Mongolei ernannt. In einem feierlichen Akt wurde ihm die Urkunde in der Mongolischen Botschaft in Berlin überreicht.
Am 18. Juni 2018 wurde Heichel die höchste Auszeichnung der Mongolei, die Freundschaftsmedaille, per Dekret vom mongolischen Staatspräsidenten Chaltmaagiin Battulga in Ulaanbaatar verliehen; im Folgemonat wurde er am 18. Juli 2018 vom mongolischen Premierminister Uchnaagiin Chürelsüch empfangen.
Am 22. Juni 2018 wurde Heichel in der Mongolei zum Ehrenbürger der Region Khentii, der Region, in der sich der Geburtsort des legendären Dschinghis Khan befindet, ernannt.
Heichel ist Träger des mongolischen Ordens „Polarstern“.

## Diskografie
Siehe Dschinghis Khan#Diskografie
- 1986: „Telefon“ (mit der Gruppe That's life)[47]
- 1988: „Hurra es schneit“ (als Wolfgang Heichel)[6]
- 2018: „We love football“ (als Dschinghis Khan,[18] später als The Khaan[39])
- 2023: „St. Petersburg“ (zur Melodie von Dorogoi dlinnoju; als Wolfgang Heichel[48], Wolfgang Heichel – Original Chinggis Khan[49], Genghis Khan[41] bzw. Wolfgang Heichel, Dschinghis Khan[50])
- 2024: „We love football (2024)“ (als Wolfgang Heichel)[42]